# Parafia Matki Bożej Królowej Polski w Świebodzicach
Parafia Matki Bożej Królowej Polski w Świebodzicach – parafia rzymskokatolicka należąca do dekanatu świebodzickiego diecezji świdnickiej.
Parafia została erygowana 26 listopada 2000 roku. Proboszczem jest ks. kan. Zdzisław Wojtowicz.